# Célia Mounib
Célia Chouan Mounib (en arabe : سيليا منيب), née le 20 août 1998, est une joueuse franco-algérienne de badminton licenciée au Hem Badminton.

## Carrière
Aux Championnats d'Afrique de badminton 2021 à Kampala, elle est médaillée d'argent en double dames avec Tanina Mammeri et médaillée de bronze en simple dames. Elle est aussi médaillée d'argent au Championnat d'Afrique de badminton par équipes mixtes 2021.
Elle est médaillée de bronze au Championnat d'Afrique de badminton par équipes mixtes 2023 ainsi qu'en double dames avec Tanina Mammeri aux Championnats d'Afrique 2023 à Johannesbourg. 
Elle est médaillée de bronze aux Championnats d'Afrique de badminton par équipes 2024 au Caire.